# Lampa Davy’ego
| |  |
| Lampa Davy’ego (z lewej replika podobnej w konstrukcji spirytusowej lampy Pielera, ze skalą, z prawej dwa rysunki lamp Davy’ego) |  |

Lampa Davy’ego (lampa wskaźnikowa benzynowa) – benzynowa lampa górnicza umożliwiająca wykrywanie metanu w atmosferze kopalnianej, skonstruowana przez Anglika, sir Humphry Davy’ego. Zwiększyła ona bezpieczeństwo pracujących w kopalniach, redukując zagrożenie związane z wybuchem metanu lub z nadmiernym stężeniem innych gazów (dwutlenku węgla, siarkowodoru).

## Budowa i zastosowanie
U dołu lampy znajduje się zbiorniczek na benzynę, w którym zanurzony jest knot. Po jego podpaleniu zapas 50 g paliwa wystarcza na około 14 godzin nieprzerwanej pracy lampy. Płomień w niej osłonięty jest cienką metalową siatką o drobnych oczkach, która pochłania ciepło. Jeśli w otaczającym powietrzu jest metan, barwa płomienia lampy zmienia się na coraz bardziej niebieską, a otaczająca płomień siatka, dzięki dobremu przewodnictwu cieplnemu metalu ochładza gazy spalinowe uniemożliwiając zapalenie się metanu w otoczeniu lampy. Płomień lampy w obecności metanu miał też skłonność do palenia się długim, niespokojnym płomieniem; ocenę wielkości płomienia mogła ułatwić specjalnie wykonana dodatkowa osłona z blachy, w której wycięte są otwory na różnej wysokości (zob. fotografia obok). Płomień normalnej wysokości widoczny jest w takiej lampie do wysokości jednego ze środkowych otworów, oznaczonego liczbą 1. Jeśli sięgał wyżej (do 1¼ albo 1½) wzbudzać to powinno obawę, że zawartość metanu jest zbyt wysoka.
Lampę Davy’ego w celu wykrywania metanu zawiesza się wysoko nad powierzchnią chodnika, bowiem metan jako lżejszy od powietrza ma skłonność gromadzenia się pod stropem.
Umieszczenie lampy Davy’ego nisko nad ziemią ułatwia wykrycie nadmiernego stężenia cięższego od powietrza (zatem gromadzącego się nisko) dwutlenku węgla lub siarkowodoru, który powoduje przygasanie płomienia (stwierdzono, że lampa Davy’ego gaśnie, jeśli zawartość dwutlenku węgla osiąga ponad 5–6% i zawartość tlenu spada do 17%) tak, że widoczny jest tylko w najniższych otworach widocznej na zdjęciu skali, oznaczonych liczbami ¾, ½ albo nawet ¼.
Lampę można wykorzystywać nie tylko w kopalniach, znajduje zastosowanie również przy wszystkich pracach, w których występuje zagrożenie gazowe, np. w kanalizacji miejskiej. Opuszczenie takiej lampy do wnętrza szybu, studni lub kanału i obserwowanie jej płomienia przy pomocy odpowiednio umocowanego do niej lusterka daje możliwość oceny (nawet z odległości dziesięciu metrów), czy w badanym miejscu nie gromadzą się niebezpieczne gazy.
Pierwszy test lampy odbył się w 1816 r. w kopalni Hebburn Colliery. Znajdowała ona powszechne zastosowanie jeszcze w drugiej połowie XX wieku; wypierana jest obecnie przez elektroniczne detektory gazów, nad którymi jednak wciąż ma przewagę prostoty konstrukcji.
W 2016 roku w Czeladzi wzniesiono 4-metrowy pomnik, w kształcie zbliżonym do lampy Davy’ego.